# Déli bambuszmaki
A Déli bambuszmaki (Hapalemur meridionalis) nem az emlősök (Mammalia) osztályába, a főemlősök (Primates) rendjébe és a makifélék (Lemuridae) családjába tartozó faj.

## Előfordulása
Madagaszkár szigetének déli részének part menti esőerdeiben él. A tengerszint feletti 1600 méteres magasságban megtalálható.

## Megjelenése
Fejtesthossza 24–30 cm, a farka hosszabb, mint a testhossza, 32–40 cm, testtömege 0,8-1,1 kg. Hasonlít a szürke bambuszmakira, de a szőrzete sötétebb.

## Életmódja
A déli bambuszmaki élettartama kevésbé ismert. Nappal aktív állatok 7 egyedből álló csoportokban élnek. Olyan területen élnek, ahol viszonylag kevés a bambusz, valószínűleg nem olyan az étrendje, mint más bambuszmakifajoknak. Táplálékát a Pandanus és az utazók pálmája termése képezi.

## Természetvédelmi állapota
Az élőhelyének elvesztése és a vadászata fenyegeti. Az IUCN vörös listáján a sebezhető kategóriában szerepel.

## Fordítás
- Ez a szócikk részben vagy egészben  a   Südlicher Bambuslemur című német Wikipédia-szócikk fordításán alapul.  Az eredeti cikk szerkesztőit annak laptörténete sorolja fel. Ez a jelzés csupán a megfogalmazás eredetét és a szerzői jogokat jelzi, nem szolgál a cikkben szereplő információk forrásmegjelöléseként.